# Heilig Hartbeeld (Heeswijk)
Het Heilig Hartbeeld is een standbeeld in de Nederlandse plaats Heeswijk, in de provincie Noord-Brabant.

## Achtergrond
Het Heilig Hartbeeld werd gemaakt door Harrie Jonkergouw, die een steenhouwerij in België had. Zijn familie schonk het beeld aan de parochie van Heeswijk. Het werd in 1939 geplaatst op het kruispunt van de Abdijstraat, Lariestraat en Meerstraat. Door veranderingen in de infrastructuur verhuisde het enige malen, tot het in de jaren negentig op de huidige locatie, voor de pastorie van de Sint-Willibrorduskerk, terechtkwam.

## Beschrijving
Het natuurstenen beeld toont een staande Christusfiguur in gedrapeerd gewaad. Achter zijn hoofd is een kruisnimbus geplaatst. Hij houdt zijn rechterhand zegenend geheven en wijst met zijn linkerhand naar het Heilig Hart op zijn borst. Het beeld staat op een getrapte sokkel met in reliëf de tekst 

LEVE CHRISTUS KONING